# Catalogue of the plants collected by Mr. & Mrs. P.A. Talbot in the Oban district South Nigeria
Catalogue of the plants collected by Mr. & Mrs. P.A. Talbot in the Oban district South Nigeria (abreviado Cat. Pl. Oban) es un libro con ilustraciones y descripciones botánicas que fue escrito por el botánico y curador  inglés Alfred Barton Rendle y publicado por el Museo Británico en el año 1913.